# Anemone tenuicaulis
Anemone tenuicaulis là một loài thực vật có hoa trong họ Mao lương. Loài này được (Cheeseman) Parkin & Sledge mô tả khoa học đầu tiên năm 1935.